# 山田かつろう
山田かつろう（やまだ かつろう、1976年（昭和51年）8月6日 - ）は、日本の俳優。劇団「売込隊ビーム」の座長。

## 人物
大阪府茨木市出身。1995年（平成7年）、大阪芸術大学舞台芸術学科に入学。在学中に同大学文芸学科の横山拓也や同大学同学科の三谷恭子・梅本真里恵・宮都謹次ら数人と劇団「売込隊ビーム」を結成。1996年（平成8年）10月に旗揚げ公演。
2011年（平成23年）5月より売込隊ビームは充電期間に突入。解散ではなくあくまで充電期間というものの再開の時期は発表されていない。
ちなみに、作・演出の横山拓也とは高校時代からの同級生。
3人兄弟の末っ子。7歳上の兄、5歳上の姉がいる。
兄は元・漫才師（NSC7期生）でナインティナインの矢部浩之の兄の矢部美幸とコンビで活動していたらしい。
母は茨木で「カラオケサロン歌屋」をやっている。
2009年（平成21年）4月よりKBS京都テレビの生放送情報番組「ぽじポジたまご」（月曜〜金曜・10時30分〜11時53分）でレギュラーアシスタントを務めていた。
- 1999年（平成11年） - CAMPUSCAP '99 「最優秀男優賞」
- 2005年（平成17年） - パルテノン多摩小劇場フェスティバル 「ベストキャラクター賞」

## 出演

### テレビ

#### MBS
- ドラマ30「新・いのちの現場から」
- ドラマ30「ドレミソラ」
- ドラマ30「家族善哉」
- ドラマ30「デザイナー」
- 「ちちんぷいぷい」
- 「許さへんで！悪質商法＃12」
- 「京都バーチャルミステリー 羅生門の鬼女」

#### NHK
- ドラマ愛の詩「パパ・トールド・ミー」
- 土曜ドラマ「ジャッジ」

#### KBS京都
- 「ぽじポジたまご」

#### テレビ朝日
- 「おみやさん4」
- 「ビートたけしのWA風がきた」

#### ABC朝日放送
- 部長刑事シリーズ「警部補マリコ」
- 「安楽椅子探偵」
- 土曜ワイド劇場 「野呂盆六 〜いい死、旅立ち〜」
- 「夢緑坂骨董店」
- 「人が殺意を抱くとき」
- ナイトinナイト「ナンバ壱番館」
- 「にこいち」
- 「ごきげんブランニュー」

#### KTV
- 「マルコポロリ」
- 「芸人魂」
- 「ドラマノタマゴ」

#### BSフジ
- 「わがまま！気まま！旅気分」

#### YTV
- 「消息を絶つ」
- 「ザ・プラン9 結成前夜」「カオルコレイコ」

#### TXN
- 「新春時代劇 天下騒乱」

#### BS朝日
- 「くのいち忍法帳」
- 「池波正太郎時代劇　光と影」

ほか

### 映画
- 「分服茶釜」
- 「居眠り磐音」

### 舞台
- 売込隊ビーム全公演に出演

- G2プロデュース「ゴーストライター」
- 京橋花月よる芝居「かさ」
- 売込隊ビームとヨーロッパ企画「サッカー」
- スクエア「本社イチマル」
- ランディーズ ナイトシアター「告別式」
- 山田かつろう一人芝居「出馬せず！」
- 劇団赤鬼「シリウスにむかって撃て（初演）」「サイレントナイト」「スパイ・マイ・フレンド（初演）」
- 芝居屋坂道ストア「あくびと風の威力（初演）・（再演）」「ユウダチソウ」
- 石原正一ショー「野球狂の詩子」「天使だらけの傷」
- 芸術創造館リーディングドラマ「永遠の愛を誓って」
- メイシアタープロデュース「木偶の坊や」
- 一心寺シアター倶楽プロデュース「HOW TO BO's」
- アビルバビル「マンボ」
- 一心寺恐怖百物語2011
- 2014年近鉄アート館　スクエア公演「アベノ座の怪人たち」嘘八百怪人役
- 劇団925
- メッセンジャー黒田プレゼンツ「ポストへ」「RUN」「フードコートのランスちゃん」

ほか

### ラジオ出演
- KISS-FM「ストーリー.フォー.ツー」
- ABC放送 「伊藤えん魔のamam」
- KBS京都 「永野・本多の劇的ラジオ」

### ラジオCM
- ツーカーホン関西
- ジョージア
- 学生援護会 「an」
- 阪急三番街
- アリナミンV
- 阪神高速道路 京都線
- ハウス食品 すきやねん
- グリコ クラッツ
- ケイ・オプティコム
- 住友重工
- 阪神高速 インフォメーション

- NTTドコモ
- 京セラミタ
- リクルート 住宅情報タウンズ
- ローム
- イシダ
- りそな銀行
- パナソニック
- TOYOTA

### テレビCM
- 四国ろうきん TVCM
- 関西電力 TVCM「電化ライフ 料理人篇」（ナレーション）
- ZAQ TVCM（ナレーション）
- アリコジャパン TVCM「新・すこしで安心終身医療保険編」
- Z会 TVCM（ナレーション）
- マルマン 禁煙パイポ

### 雑誌
- TVブロス（2004年5/15号）
- 週刊女性（2004年6/29号）
- 演劇ぶっく（2005年9月号）
- Look at Star（2007年4月号／9月号）